# Annibale Zoilo
Annibale Zoilo (ur. około 1537 w Rzymie, zm. 1592 w Loreto) – włoski kompozytor.

## Życiorys
W latach 1558–1561 był śpiewakiem papieskiej Cappella Giulia. Od 1561 do 1566 roku był kapelmistrzem przy kościele San Luigi dei Francesi, następnie od 1568 do 1570 roku pełnił tę samą funkcję przy bazylice św. Jana na Lateranie. W latach 1570–1577 był śpiewakiem kaplicy Sykstyńskiej. W późniejszych latach pozostawał w służbie kardynała Guglielmo Sirleto. Od 1581 do 1584 roku był kapelmistrzem katedry w Todi, a od 1584 roku kapelmistrzem kościoła Santa Casa w Loreto.
Był przedstawicielem renesansowej szkoły rzymskiej, pozostał jednak w cieniu Palestriny. Komponował utwory religijne i świeckie. Wydał drukiem zbiór madrygałów na 4 i 5 głosów (Libro secondo de madrigali, Rzym 1563), inne jego utwory zachowały się w licznych współczesnych antologiach. W 1577 roku wspólnie z Palestriną brał udział w pracach nad reformą Graduału.